# Sol Ruca
Calyx Hampton (Ontario, California, 26 de agosto de 1999) es una luchadora profesional estadounidense. Actualmente trabaja para la empresa WWE, donde se presenta en la marca NXT bajo el nombre de Sol Ruca.

## Carrera

### WWE (2022-presente)
Ruca fue parte de un nuevo grupo de reclutas firmados con el WWE Performance Center en marzo de 2022, y no tenía experiencia previa con la lucha libre profesional, sino que provenía de una experiencia en acrobacias y volteretas. Hizo su debut en el ring en un house show el 24 de junio en Jacksonville y, unos meses después, hizo su debut televisivo en el episodio del 27 de septiembre de 2022 de NXT 2.0, enfrentándose a Amari Miller, que terminó en una victoria de Ruca. El 10 de diciembre de 2022, Ruca ganó fama viral por su innovador remate, un Springboard Backflip Cutter, utilizado en otro combate contra Amari Miller en WWE NXT Level Up. Más tarde, Ruca atribuyó su experiencia en gimnasia acrobática como la fuente de su inspiración para el movimiento. En abril se informó que se rompió el ligamento anterior cruzado, lo que requirió cirugía y una ausencia prolongada.
El 9 de febrero de 2024, Ruca regresó a WWE NXT durante el NXT House Show de Crystal River, Florida.

## Vida personal
Hampton, hija de Paul y Sandy, tiene un hermano, Koda. Se graduó de Western Christian High School en Upland, California en 2017. Se especializó en Fisiología Humana en la Universidad de Oregón.

## Campeonatos y logros
- WWE
  - NXT Women's North American Championship (1 vez, actual)
  - WWE Women's Speed Championship (1 vez, actual)
- Pro Wrestling Illustrated
  - Novato del Año (2023)[15]